# Narada Michael Walden

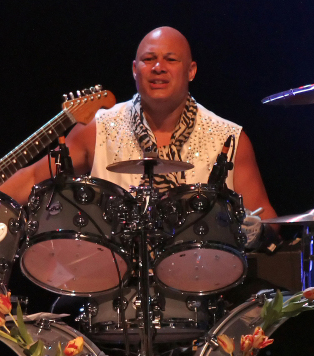
Narada Michael Walden (2011)

Narada Michael Walden (* 23. April 1952 in Kalamazoo, Michigan) ist ein US-amerikanischer Produzent, Schlagzeuger, Keyboarder, Sänger und Songschreiber. Den Namen „Narada“ gab ihm der Guru Sri Chinmoy Anfang der 1970er Jahre. Walden ist seit rund vier Jahrzehnten im Musikgeschäft. Er erhielt mehrere Gold- und Platinauszeichnungen sowie zwei Grammys.

## Leben
Nach seiner Ausbildung im College zog er nach Miami, wo er in verschiedenen Rockbands spielte. Im Mahavishnu Orchestra von John McLaughlin wechselte er 1974 für Billy Cobham ans Schlagzeug. Dann ging er mit Jeff Beck ins Studio (Wired) und mit Weather Report (Black Market). 1976 war er Schlagzeuger in der Tommy Bolin Band. Bereits sein Debütalbum Garden of Love Light (Atlantic Records) enthielt mit Delightful einen ersten Achtungserfolg in den amerikanischen R&B-Charts (1977). Mit seinem dritten Album, The Awakening, schaffte er 1979 seinen Durchbruch.
Er zeichnet auch als Produzent und Mitautor mehrerer Nummer-eins-Hits verantwortlich, darunter I Wanna Dance with Somebody (Who Loves Me), How Will I Know und So Emotional für Whitney Houston und Nothing’s Gonna Stop Us Now von Starship. Für Freeway of Love, das sich zum Hit für Aretha Franklin entwickelte, bekam er 1986 zusammen mit Jeffrey Cohen einen Grammy. Bei den Grammy Awards 1988 wurde er als Produzent des Jahres ausgezeichnet.
Von 2020 bis 2021 war Walden Drummer bei der Band Journey, da der Band-Schlagzeuger Steve Smith entlassen worden war. 2021 produzierte Walden Journeys 15. Studioalbum Freedom, das im Juli 2022 erschien, und half am Schlagzeug aus. Zudem tourte er mit der Band. Zwischenzeitlich kehrte Deen Castronovo zurück, wodurch die Band zeitweise mit zwei Drummern spielte. Ende 2021 verließ Walden Journey, um sich wieder der Familie widmen zu können.

## Diskografie

### Alben
| Jahr | Titel             | Höchstplatzierung, Gesamtwochen, AuszeichnungChartplatzierungen (Jahr, Titel, Platzierungen, Wochen, Auszeichnungen, Anmerkungen) | Höchstplatzierung, Gesamtwochen, AuszeichnungChartplatzierungen (Jahr, Titel, Platzierungen, Wochen, Auszeichnungen, Anmerkungen) | Höchstplatzierung, Gesamtwochen, AuszeichnungChartplatzierungen (Jahr, Titel, Platzierungen, Wochen, Auszeichnungen, Anmerkungen) | Höchstplatzierung, Gesamtwochen, AuszeichnungChartplatzierungen (Jahr, Titel, Platzierungen, Wochen, Auszeichnungen, Anmerkungen) | Höchstplatzierung, Gesamtwochen, AuszeichnungChartplatzierungen (Jahr, Titel, Platzierungen, Wochen, Auszeichnungen, Anmerkungen) | Anmerkungen                               |
| Jahr | Titel             | DE | AT | CH | UK | US | Anmerkungen                               |
| ---- | ----------------- | --- | --- | --- | --- | --- | ----------------------------------------- |
| 1979 | Awakening         | — | — | — | — | US103 (16 Wo.)US | Erstveröffentlichung: 1979                |
| 1979 | The Dance of Life | — | — | — | — | US74 (19 Wo.)US | Erstveröffentlichung: 1979                |
| 1980 | Victory           | — | — | — | — | US103 (8 Wo.)US | Erstveröffentlichung: 1980                |
| 1982 | Confidence        | — | — | — | — | US135 (6 Wo.)US | Erstveröffentlichung: 1982                |
| 1988 | Divine Emotion    | — | — | — | UK60 (5 Wo.)UK | — | als Narada Erstveröffentlichung: Mai 1988 |

grau schraffiert: keine Chartdaten aus diesem Jahr verfügbar
Weitere Alben
- 1976: Garden of Love Light
- 1977: I Cry, I Smile
- 1983: Looking at You, Looking at Me
- 1985: The Nature of Things
- 1995: Sending Love to Everyone
- 2012: Thunder
- 2014: Love Lullabies for Kelly

### Kompilationen
- 1996: Ecstasy’s Dance: The Best of Narada Michael Walden
- 2008: Awakening + The Dance of Life (2 CDs)

### Singles
| Jahr | Titel Album                                            | Höchstplatzierung, Gesamtwochen, AuszeichnungChartplatzierungen (Jahr, Titel, Album, Platzierungen, Wochen, Auszeichnungen, Anmerkungen) | Höchstplatzierung, Gesamtwochen, AuszeichnungChartplatzierungen (Jahr, Titel, Album, Platzierungen, Wochen, Auszeichnungen, Anmerkungen) | Höchstplatzierung, Gesamtwochen, AuszeichnungChartplatzierungen (Jahr, Titel, Album, Platzierungen, Wochen, Auszeichnungen, Anmerkungen) | Höchstplatzierung, Gesamtwochen, AuszeichnungChartplatzierungen (Jahr, Titel, Album, Platzierungen, Wochen, Auszeichnungen, Anmerkungen) | Höchstplatzierung, Gesamtwochen, AuszeichnungChartplatzierungen (Jahr, Titel, Album, Platzierungen, Wochen, Auszeichnungen, Anmerkungen) | Anmerkungen                        |
| Jahr | Titel Album                                            | DE | AT | CH | UK | US | Anmerkungen                        |
| ---- | ------------------------------------------------------ | --- | --- | --- | --- | --- | ---------------------------------- |
| 1979 | I Don’t Want Nobody Else (To Dance with You) Awakening | — | — | — | — | US47 (11 Wo.)US | Erstveröffentlichung: März 1979    |
| 1980 | I Shoulda Loved Ya The Dance of Life                   | — | — | — | UK8 (9 Wo.)UK | US66 (6 Wo.)US | Erstveröffentlichung: Januar 1980  |
| 1980 | Tonight I’m Alright The Dance of Life                  | — | — | — | UK34 (9 Wo.)UK | — | Erstveröffentlichung: Februar 1980 |
| 1985 | Gimme Gimme Gimme The Nature of Things                 | — | — | — | UK87 (3 Wo.)UK | — | Erstveröffentlichung: März 1985    |
| 1988 | Divine Emotions Divine Emotion                         | DE35 (10 Wo.)DE | — | — | UK8 (10 Wo.)UK | — | Erstveröffentlichung: April 1988   |

Weitere Singles
- 1976: Delightful
- 1977: Better Man
- 1977: Soul Bird
- 1979: Awakening (EP)
- 1980: The Real Thang
- 1980: I Want You
- 1980: Lucky Fella
- 1982: You’re # 1
- 1982: Summer Lady
- 1982: I’m Ready
- 1982: You Ought to Love Me
- 1983: Reach Out
- 1985: High Above the Clouds
- 1985: The Nature of Things
- 1985: That’s the Way it Is
- 1985: Gimme, Gimme, Gimme (mit Patti Austin)
- 1988: Can’t Get You Outta My Head
- 1988: Wild Thing
- 1991: I Shoulda Loved Ya
- 1995: Sending Love to Everyone

### Autorenbeteiligungen
- 1999: Mariah Carey feat. Jay-Z – Heartbreaker